# Pathologisch gokken
Pathologisch gokken is een psychische aandoening die in het DSM-IV is ingedeeld bij de stoornissen in de impulsbeheersing. Wie aan deze aandoening lijdt, kan geen weerstand bieden aan de drang om te gokken. Vaak krijgt de aandoening een dwangmatig karakter en noemt men deze ook wel een gokverslaving. Pathologische gokkers houden hun gedrag vaak verborgen om problemen met de omgeving te voorkomen. Gokverslavingen komen komen meer bij mannen dan bij vrouwen voor.
Men onderscheidt veelal drie fasen van pathologisch gokken:
- De winnende fase: het gokken gebeurt nog met plezier. Winst wordt echter niet als toeval gezien, maar als een prestatie. Verlies is domme pech die verholpen kan worden.
- De verliezende fase: het gedrag is erop gericht om het verlies terug te winnen. Werk of gezin worden in toenemende mate verwaarloosd en er ontstaan meestal schulden. Plezier staat niet meer op de voorgrond.
- De wanhoopsfase: de gokker is volledig in beslag genomen, raakt sociaal geïsoleerd en kan crimineel gedrag gaan vertonen.

Ondanks het feit dat de pathologische gokker geen verslavende substanties gebruikt, is zijn gedrag toch sterk met dat van bijvoorbeeld drugsverslaafden te vergelijken. De verslaving heeft fysieke en psychische aspecten. De gokker moet regelmatig gokken en regelmatig de frequentie of inzet verhogen om het gewenste effect te bereiken. Als hij stopt, vertoont hij ontwenningsverschijnselen. De gokker is zich vaak pas bewust van zijn probleem als de problemen met zijn omgeving te groot worden.
De stelselmatige verhoging van de inzet kan ook het gevolg zijn van een bewuste strategie om alle voorgaande verliezen in één klap te compenseren, een zogenaamde martingaal. Deze strategie wordt vaak gepresenteerd als een ijzersterke truc waarmee men altijd zou winnen. Het vereist echter met iedere inzetronde ten minste een verdubbeling van de vorige inzet om eerdere verliezen te compenseren. Een martingaalspeler zal derhalve een lange adem en een flinke portemonnee moeten meenemen, want bij inzet van 1 euro bedraagt de inzet na 10 keer verliezen al 512 euro. Bovendien werken sommige casino's met inzetmaxima waardoor een martingaal na verloop van tijd niet meer werkt. Een martingaalstrategie is derhalve zeer riskant en kan zelfs het opstapje vormen naar gokverslaving.

## Wetenschappelijk onderzoek
Er zijn verschillende onderzoeken gedaan naar (pathologisch) gokken en hoe een gokverslaving ontstaat. De eerste die het als een medische aandoening benaderde was Pascasius Justus Turcq in 1562. In 1938 introduceerde de Amerikaanse psycholoog B.F. Skinner het begrip operante conditionering.
In een ander onderzoek naar impulsiviteit sloot Jennifer Laude (universiteit van Kentucky) menselijke factoren uit door gebruik te maken van duiven. De duiven kregen steeds twee mogelijkheden: 100% kans op 3 stuks aan voedsel, of een lage kans op 10 stuks. De duiven bleken impulsief en kozen meestal voor de grotere hoeveelheid voedsel, ook al was de kans hierop aanzienlijk lager. Het blijven jagen op een zelden voorkomende winst is ook bij pathologische gokkers terug te zien.
Deze onderzoeken naar impulsiviteit bij dieren zijn ook nuttig voor mensen. De kans op een psychische aandoening blijkt niet samen te hangen met de categorie van het gespeelde spel.
Uit andere onderzoeken blijkt dat gokken op het internet geen extra gokproblemen veroorzaakt. Online gokken komt wel vaker voor bij zeer betrokken gokkers; voor sommige gokkers lijkt dit medium de gokproblemen aanzienlijk te bestendigen.

## Wetsvoorstel kansspelen op afstand
Het Nederlandse beleid met betrekking tot verslavingspreventie onderscheidt drie groepen spelers: recreatieve spelers, risicospelers en probleemspelers. Het Wetsvoorstel kansspelen op afstand bevat onder meer maatregelen ter voorkoming van kansspelverslaving.
In het wetsvoorstel is opgenomen dat een centraal register voor uitsluiting van deelname aan kansspelen wordt ingericht, dat ziet op deelname aan kansspelen met een hoog speltempo die in speelcasino’s, in speelhallen en op afstand worden aangeboden. Bij risicospelers ligt vrijwillige uitsluiting voor de hand. Bij probleemspelers kan ook worden overgegaan tot onvrijwillige uitsluiting. De kansspelautoriteit wordt beheerder van het centraal register.
De vergunninghouder mag geen kansspelen op afstand aanbieden aan een speler die niet zijn spelersprofiel heeft ingevuld en daarin de grenzen heeft aangegeven die hij vooraf aan zijn speelgedrag wil stellen. Deze zullen in ieder geval omvatten de frequentie en de duur van de deelname aan kansspelen op afstand, de maximale stortingen op de spelersrekening en het maximale tegoed op die spelersrekening. (Vooralsnog wordt niet gedacht aan generieke limieten die voor iedere speler – ongeacht diens persoonlijke achtergrond – gelden.) De speler kan zijn spelersprofiel later aanpassen. In de lagere regelgeving zal in ieder geval worden geregeld dat een verlaging van de grenzen direct wordt doorgevoerd, en dat bij verhoging van de grenzen een bepaalde tijd in acht moet worden genomen om de speler enige bedenktijd te geven.
De vergunninghouder die risicovol of problematisch speelgedrag constateert moet de betrokken speler tegen zichzelf beschermen. Hij moet die speler bewegen tot vrijwillige uitsluiting van deelname aan de door hem georganiseerde kansspelen, of bewegen tot vrijwillige, landelijke uitsluiting door inschrijving in het Centraal Register Uitsluiting KansSpelen (CRUKS). De meest vergaande vorm van interventie is onvrijwillige landelijke uitsluiting in het centraal register.